# 古楼子乡
古楼子乡，是中华人民共和国辽宁省丹东市宽甸满族自治县下辖的一个乡镇级行政单位。

## 行政区划
古楼子乡下辖以下地区：
古楼子村、大蒲石河村、砬子沟村、大古岭村和南荒沟村。